# Épidémie de variole du singe de 2023-2024
Une pandémie de variole du singe (mpox) commence en Afrique en septembre 2023.

## Chronologie
En août 2024, 21 000 cas sont signalés, avec 591 décès (taux de mortalité connu : 3,44 %). La propagation rapide de la maladie est notamment liée à l'émergence d'une nouvelle souche (clade 1b) en Afrique centrale. Celle-ci est plus mortelle et plus contagieuse que la souche à l'origine de l'épidémie de 2022. Le 13 août 2024, l'agence de santé de l'Union africaine déclare une urgence de santé publique (son plus haut niveau d'alerte) face à l'épidémie de mpox sur le continent. Le lendemain, le 14 août 2024, sur recommandation de son comité d'urgence, l'Organisation mondiale de la santé qualifie l'épidémie d'urgence de santé publique de portée internationale, le plus haut niveau d'alerte de l'organisation onusienne. Le 15 août 2024, un premier cas est recensé hors d'Afrique et sur le sol européen, en Suède,. Plus tard dans le mois, plusieurs pays d'Asie dont la Thaïlande, le Pakistan, Taïwan, les Philippines déclarent ou suspectent leurs premiers cas. En parallèle, en Afrique, l'épidémie continue de se propager dans de nouveaux pays dont le Malawi ou le Gabon (22 août). Avant la fin du mois d'août, l'épidémie compte déjà plus de 20 000 cas.
Certains pays, comme le Japon ou les États-Unis, promettent de fournir des vaccins aux pays les plus touchés comme la république démocratique du Congo[réf. nécessaire]. Par ailleurs, de plus en plus de mesures notamment de renforcement aux frontières voient le jour dans le monde entier[réf. nécessaire].
Le premier cas de personne atteinte de la clade 1b en France est signalé en janvier 2025 en Bretagne.

## Liste des pays touchés
| Pays ayant confirmé un ou plusieurs cas de la souche Clade 1b. |               |               |           |       |        |
| Pays                                                           | Cas suspectés | Cas confirmés | Total Cas | Décès | Réf.   |
| Afrique                                                        |               |               |           |       |        |
| République démocratique du Congo                               | 2 628         | 18 000        | 20 628    | 615   | [ 9 ]  |
| Burundi                                                        |               | 572           | 572       | 0     | ,      |
| République centrafricaine                                      | 223           | 45            | 268       | 1     | ,      |
| Nigeria                                                        | 802           | 169           | 918       | 0     | ,      |
| Côte d'Ivoire                                                  | 227           | 32            | 259       | 1     | [ 16 ] |
| Afrique du Sud                                                 | 0             | 24            | 24        | 3     | [ 17 ] |
| République du Congo                                            | 131           | 169           | 300       | 1     | ,      |
| Cameroun                                                       |               | 35            | 35        | 2     | [ 17 ] |
| Liberia                                                        | 0             | 6             | 6         | 0     | [ 19 ] |
| Ghana                                                          | 0             | 4             | 4         | 0     | [ 19 ] |
| Rwanda                                                         | 0             | 4             | 4         | 0     | [ 17 ] |
| Ouganda                                                        | 6             | 4             | 10        | 0     | ,      |
| Kenya                                                          | 10            | 2             | 12        | 0     | [ 17 ] |
| Gabon                                                          | 5             | 1             | 6         | 0     | [ 21 ] |
| Malawi                                                         | 1             | 1             | 2         | 0     | [ 17 ] |
| Sierra Leone                                                   | 1             | 0             | 0         | 0     | [ 22 ] |
| Guinée                                                         | 9             | 0             | 0         | 0     |        |
| Namibie                                                        | 18            | 0             | 0         | 0     |        |
| Asie                                                           |               |               |           |       |        |
| Indonésie                                                      | 0             | 14            | 14        | 0     | [ 23 ] |
| Singapour                                                      | 0             | 13            | 13        | 0     | [ 24 ] |
| Taïwan                                                         | 0             | 4             | 4         | 0     | ,      |
| Pakistan                                                       | 0             | 3             | 3         | 0     | [ 27 ] |
| Philippines                                                    | 0             | 12            | 12        | 0     | [ 28 ] |
| Thaïlande                                                      | 43            | 1             | 44        | 0     | [ 29 ] |
| Malaisie                                                       | 31            | 0             | 0         | 0     |        |
| Europe                                                         |               |               |           |       |        |
| Allemagne                                                      | 0             | 1             | 1         | 0     | [ 30 ] |
| Belgique                                                       | 2             | 812           | 814       | 0     | ,      |
| France                                                         | 0             | 107           | 107       | 0     | [ 33 ] |
| Portugal                                                       | 0             | 3             | 3         | 0     | [ 34 ] |
| Suède                                                          | 0             | 1             | 1         | 0     | [ 7 ]  |
| Amérique du Nord                                               |               |               |           |       |        |
| États-Unis                                                     | 0             | 1800          | 1800      | 5     | [ 35 ] |
| Canada                                                         | 2             | 162           | 164       | 0     | [ 36 ] |
| Amérique du Sud                                                |               |               |           |       |        |
| Argentine                                                      | 10            | 5             | 15        | 0     | ,      |
| Brésil                                                         | 1             | 0             | 0         | 0     |        |
| Océanie                                                        |               |               |           |       |        |
| Australie                                                      | 0             | 93            | 93        | 0     | [ 17 ] |
| Total                                                          |               | 25 687        |           | 628   | [ 39 ] |